# 皮连加河 (斯米尔内赫区)
皮连加河（俄语：Река Пиленга），清时称阿当吉河，是萨哈林州斯米尔内赫区的河流，源起中央山脉野营山，长49公里，流域面积550平方公里，向东北流，注入鄂霍次克海。河口处宽30米，深1米，流速0.9米每秒。

## 引用
1. ↑  谭其骧. . 中国地图出版社. 1982-1987.
2. ↑  М·Г·瓦西科夫斯基. . 列宁格勒: 气象出版社. 1973 （俄语）.
3. ↑  . 国家水登记处.   [2024-01-03]. （原始内容存档于2024-01-03） （俄语）.